# Soner Özdemir
Soner Özdemir (* 6. Mai 1993 in Tefenni) ist ein türkischer Fußballspieler.

## Karriere
Özdemir begann mit dem Vereinsfußball 2006 in der Nachwuchsabteilung von Antalya Tedaş SK. Hier wurde er 2007 von den Talentscouts von Antalya Özel GSK entdeckt und in die Nachwuchsabteilung dieses Vereins geholt. Nach vier Jahren wechselte er dann in den Nachwuchs vom Zweitligisten Tavşanlı Linyitspor. Hier erhielt er im Frühjahr 2011 einen Profivertrag, spielte jedoch weiterhin fast ausschließlich für die Reservemannschaft. Mit der Saison 2013/14 wurde er auch im Kader der 1. Mannschaft als Ersatzspieler geführt. Sein Profidebüt gab er am 24. September 2013 in der Pokalbegegnung gegen Dardanelspor.